# Monument aux morts de Coursan
Le monument aux morts de Coursan (Aude, France) commémore les soldats de la commune morts lors des conflits du XXe siècle.

## Description
Le monument est érigé vers le centre-ville de Coursan, au milieu du pont franchissant le canal de Grand-Vignes. À l'arrière du monument, le pont fait un décroché en demi-cercle ; à l'avant, deux petits socles supportent chacun deux vases en fonte. Le monument en lui-même est constitué d'un piédestal rectangulaire surmonté d'une statue allégorique en calcaire : la France levant dans sa main droite deux palmes, sa main gauche tenant un glaive dont la pointe repose sur le socle. Elle porte un casque et une cotte de mailles recouverte d'un drap. À sa gauche, un lion. Le monument mesure au total 5 m de hauteur, pour 2,2 m de largeur et 1,6 m de profondeur.
À la différence de beaucoup de monuments aux morts qui recensent les soldats des communes tombés au front, celui de Coursan ne comporte aucun nom ; une dalle porte juste la mention « La commune de Coursan à ses enfants morts pour la France ».

## Histoire
Le conseil municipal de Coursan prend la décision de le construire le monument dès le 25 mai 1919, 6 mois après la fin de la Première Guerre mondiale. Les plans sont réalisés par l'architecte P. Jumeau et l'édification par l'entrepreneur J. Barrul. La statuaire est l'œuvre de Jean Magrou.
Le monument aux morts est inscrit au titre des monuments historiques le 18 octobre 2018. Il fait partie d'un ensemble de 42 monuments aux morts de la région Occitanie protégés à cette date pour leur valeur architecturale, artistique ou historique.

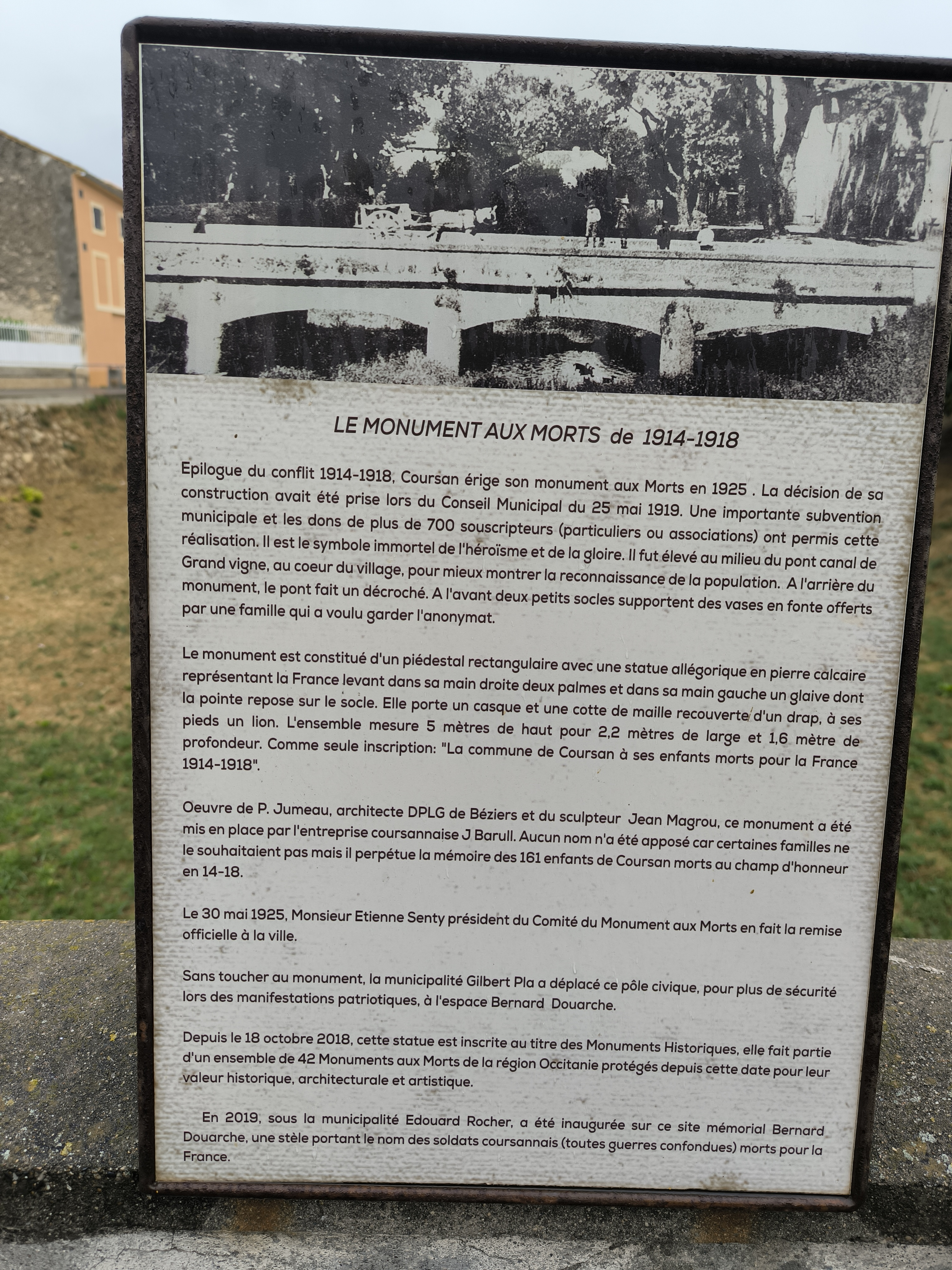
Plaque descriptive du monument aux mort de Coursan